# Перхуров, Александр Петрович
Алекса́ндр Петро́вич Перху́ров (1 января (13 января) 1876, село Шерепово Корчевского уезда Тверской губернии — 21 июля 1922, Ярославль) — генерал-майор (1919). Руководитель антибольшевистского восстания в Ярославле в 1918 году.

## Биография

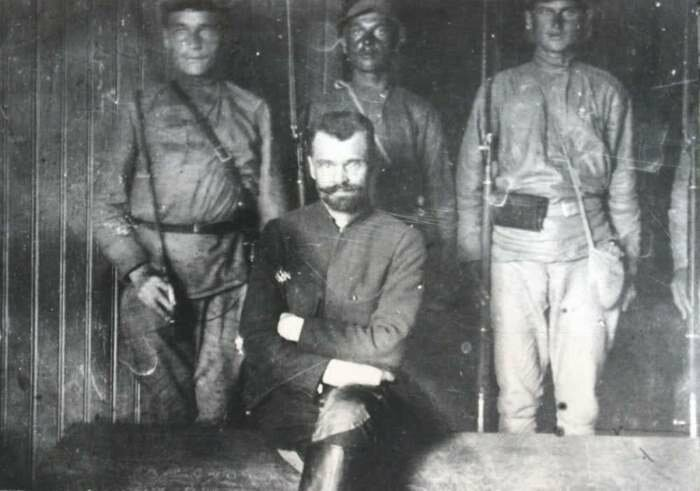
Бывший генерал-майор Перхуров на суде.

Происходил из потомственных дворян Тверской губернии. Его дед, Александр Николаевич был полковником в лейб-гвардии Литовском полку. Отец — Пётр Александрович, отставной титулярный советник. Мать — Серафима Александровна, урождённая Дятькова, дочь кашинского землевладельца.
Окончил Второй Московский кадетский корпус (1893), Александровское военное училище (1895) и Николаевскую академию Генерального штаба (1903).
Служил в 39-й артиллерийской бригаде, расквартированной в Карсской области на границе с Турцией. Участвовал в Русско-японской войне в составе 1-го Сибирского артиллерийского дивизиона. С 1906 служил в Омске, с 1907 — капитан, переведён в 3-ю Восточно-Сибирскую артиллерийскую бригаду.

В начале Первой мировой войны в чине капитана служил в 14-й Сибирской стрелковой артиллерийской бригаде, командовал 5 батареей (23.08.1914), был произведён в подполковники «за боевые отличия» (январь 1915). Награждён орденом св. Георгия 4-й степени (январь 1916) 
за то, что в боях 29-го и 30-го мая 1915 года, у д. Суха, когда противник, открыв ураганный огонь своей артиллерией и выпустив удушливые газы, нанеся тем значительные потери нашим войскам, перешёл в превосходных силах в наступление в образовавшийся прорыв, он, огнём своей батареи, приостановил наступление противника до подхода наших резервов, а затем перевёл огонь на неприятельскую артиллерию, которая и замолчала; с подходом наших резервов и с нашим переходом в наступление огнём своей батареи упрочил положение нашей пехоты и дал ей возможность укрепиться на занятой ею позиции.

Был произведён в полковники (старшинством 19.07.1915). В 1916 назначен командиром 3-го стрелкового артиллерийского дивизиона, направленного в составе Дунайской армии на Румынский фронт. С февраля 1917 — командир 186-го Сибирского стрелкового отдельного лёгкого артиллерийского дивизиона.

### Руководитель Ярославского восстания
В декабре 1917 был демобилизован, выехал к семье в город Бахмут Екатеринославской губернии. Вступил в белую Добровольческую армию, но уже в марте 1918 был послан генералом Л. Г. Корниловым в Москву для формирования добровольческих отрядов для борьбы с большевиками в Москве и Центральной России. Был начальником штаба тайной офицерской организации в Москве, которая входила в состав возглавлявшегося Б. В. Савинковым «Союза защиты Родины и Свободы».
Был одним из организаторов и военным руководителем антисоветского восстания в Ярославле 6—21 июля 1918. Возглавил вооружённые силы восставших — Ярославский отряд Северной Добровольческой армии (его численность, по различным оценкам составляла от 400 до 1000 штыков — офицеры, кадеты, студенты Демидовского лицея, гимназисты, немного крестьянской молодёжи), стал главноначальствующим Ярославской губернии. В результате восстания были ликвидированы органы советской власти. При этом полковник Перхуров выступил против необоснованных обысков и арестов: «Приказываю твёрдо помнить, что мы боремся против насильников за правовой порядок, за принципы свободы и неприкосновенности личности».
В Ярославле была восстановлена городская управа, в деятельности местного самоуправления приняли участие представители разных партий, включая и социалистов. Однако восстание не было поддержано в других городах (восстание в Рыбинске, Муроме было быстро подавлено). После артобстрелов и бомбардировок, разрушивших значительную часть исторического центра города и повлекших гибель десятков мирных граждан, Ярославское восстание было подавлено превосходящими частями Красной армии, попавшие в плен его участники — расстреляны.

### Генерал Русской армии А. В. Колчака
После того, как стал очевиден неуспех восстания, во главе отряда из примерно 50 человек прорвался из Ярославля на восток страны, где поступил на службу в Народную армию Комитета членов Учредительного собрания (Комуча), возглавлял отдельную Казанскую стрелковую бригаду, в декабре 1918 — феврале 1919 находился на лечении в Омске. В феврале — июле 1919 командовал 13-й Казанской стрелковой дивизией. Был произведён Верховным Правителем адмиралом А. В. Колчаком в генерал-майоры за подготовку и руководство Ярославского восстания, получил почётное именование Перхуров-Ярославский. Ещё во время командования дивизией организовал партизанский отряд, который совершал удачные набеги в тыл Красной армии. С июля 1919 командовал особыми летучими партизанскими отрядами 3-й армии. Один из офицеров называл его «славным человеком, но с взбалмошной душой». В августе—сентябре 1919 воевал против красных вместе с отрядом корнета Б. К. Фортунатова в районе Кустаная и реки Тобол.
Затем участвовал в отступлении белой армии в период Великого Сибирского ледяного похода.

### Арест и гибель
Зимой 1920 под Красноярском получил приказ генерала С. Н. Войцеховского пробиваться за Байкал. Потеряв ориентировку, продвигаясь в полутёмные дни и в длительные тёмные зимние ночи в плотной массе деревьев заснеженной Байкальской тайги, войска генерала Перхурова заблудились. 11 марта 1920 был пленён красными партизанами у реки Лена в селе Подымахинское вместе со своим отрядом, ослабленным от дезертирства, болезней, холода, обморожений и голода. Под конвоем был доставлен в Иркутск.

Содержался в лагерях для арестованных лидеров белогвардейского движения Иркутска, Челябинска и Екатеринбурга. В январе 1921 был освобождён и назначен на службу как «военспец» в штаб Приуральского военного округа в Екатеринбурге. Однако 20 мая 1921 был вновь арестован по обвинению в руководстве Ярославским восстанием и отправлен в Москву, где, находясь в заключении, написал воспоминания (скорее всего это обработка протоколов допросов). Незадолго до смерти так рассказывал о своём пребывании в тюрьмах: 

Только за шестнадцать дней, проведённых в особом отделе Екатеринбургской ЧК — восемь допросов. Из них шесть — с шомполами, проволочными жгутами. Били в два-три приёма. Три месяца не давали умываться, разрешив утереться, бросили портянку. Несколько месяцев держали в нечеловеческих условиях подземелья на Лубянке.

19 июля 1922 был осуждён в Ярославле показательным судом и расстрелян во дворе Ярославской губернской ЧК (ныне улица Собинова, 48) по приговору выездной Военной коллегии Верховного ревтрибунала. Похоронен, вероятно, на Леонтьевском кладбище города.
Сидевший вместе с Перхуровым летом 1922 года в тюрьме С. П. Мельгунов так описывал впоследствии свои впечатления от встречи с ним:
Однажды меня вызвали из камеры на суд. Вели меня с каким-то пожилым изнуренным человеком. По дороге мне удалось перекинуться с ним двумя-тремя словами. Оказалось, что это был полковник Перхуров, участник восстания против большевиков, организованного Савинковым в Ярославле в 1918 г. Перхуров сидел в тюрьме Особого отдела В.Ч.К. — полуголодный, без книг, без свиданий, без прогулок, которые запрещены в этой якобы следственной тюрьме. Забыли ли его или только придерживали на всякий случай — не знаю. Вели его на суд также как свидетеля, но… на суде он превратился вновь в обвиняемого. Его перевели в Ярославль и там через месяц, как прочел я в официальных газетных извещениях, он был расстрелян.

## Семья
- Жена — Евгения Владимировна, урождённая Григорьева (1878—?[2]), дочь титулярного советника.
  - Дочь — Тамара (29 января 1899—?[3]),
  - Дочь — Елена (2 января 1903—?[2])
  - Сын — Георгий (1911—?[3]).
- Брат — Борис (1881 — не ранее 1921) — офицер-артиллерист, полковник, с 1919 — интендант 3-го Сибирского корпуса в белой армии, затем занимал аналогичную должность в партизанских отрядах, возглавлявшихся его братом Александром. Вместе с ним был взят в плен, в 1921 приговорён к пяти годам заключения в лагере. Во время ареста Александра Борису удалось бежать. Дальнейшая судьба Бориса Петровича не известна.
- Брат — Сергей (1890—1920?) — офицер-артиллерист, подполковник. В 1919 командовал в белой армии батареей 8-й Камской стрелковой артиллерийской бригады 2-го Уфимского корпуса. По семейному преданию, погиб в 1920 во время боёв в районе Иркутска.
- Сестра — Лидия
- Сестра — Екатерина.
- Двоюродный брат — Александр Сергеевич Перхуров (1880—1946) — офицер-артиллерист, подполковник русской армии, полковник Красной армии. Во время Второй мировой войны был пленён, служил в Русской освободительной армии генерала А. А. Власова, выдан в СССР и расстрелян.

## Киновоплощения
В телесериале «Мятеж» образ Александра Петровича Перхурова создал актёр Евгений Харитонов.

## Награды
- Св. Станислава 3-й ст. с мечами и бантом (12.04.1905)
- Св. Анны 3-й ст. с мечами и бантом (17.12.1906)
- Св. Станислава 2-й ст. (13.03.1911) и мечами к нему (14.07.1915)
- Св. Анны 2-й ст. с мечами (19.05.1915)
- Св. Владимира 4-й ст. с мечами и бантом (07.05.1915)
- Св. Владимира 3-й ст. с мечами (06.10.1916)
- Св. Георгия 4-й ст. (31.10.1915 ВП 29.08.1916) — «за отражение наступления противника, применившего удушающие газы 29-30.05.1915 у д. Суха»[4]

## Труды
- Исповедь приговорённого. Рыбинск: Рыбинское подворье, 1990.

## Комментарии
1. ↑  Редактор кимрской газеты П. В. Ефремов в одном из номеров газеты без ссылки на источник писал, что в июле 1918 ночью при переправе через Волгу в Кимрах был задержан полковник Перхуров и прапорщик Фёдоров. Фёдорова вскоре расстреляли вместе с группой неблагонадёжных кимряков, а Перхурова отправили в Москву. В Кимрском уезде в имении Текутьево в то время проживала мать Перхурова.